# Clérieux
Clérieux – miejscowość i gmina we Francji, w regionie Owernia-Rodan-Alpy, w departamencie Drôme.
Według danych na rok 1990 gminę zamieszkiwało 1605 osób, a gęstość zaludnienia wynosiła 119 osób/km² (wśród 2880 gmin regionu Rodan-Alpy Clérieux plasuje się na 534. miejscu pod względem liczby ludności, natomiast pod względem powierzchni na miejscu 877.).